# Robin Trower

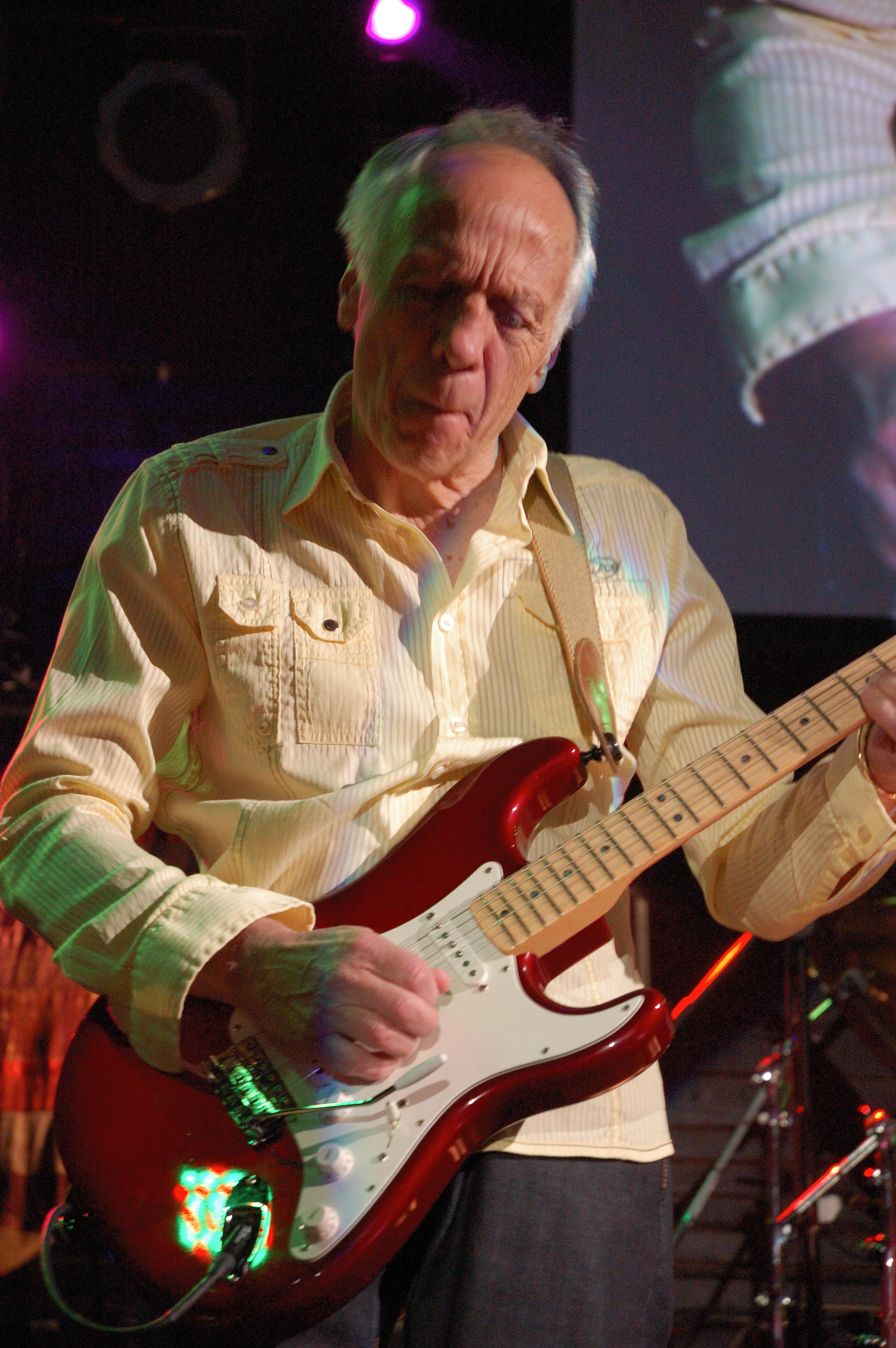
Robin Trower (2009)

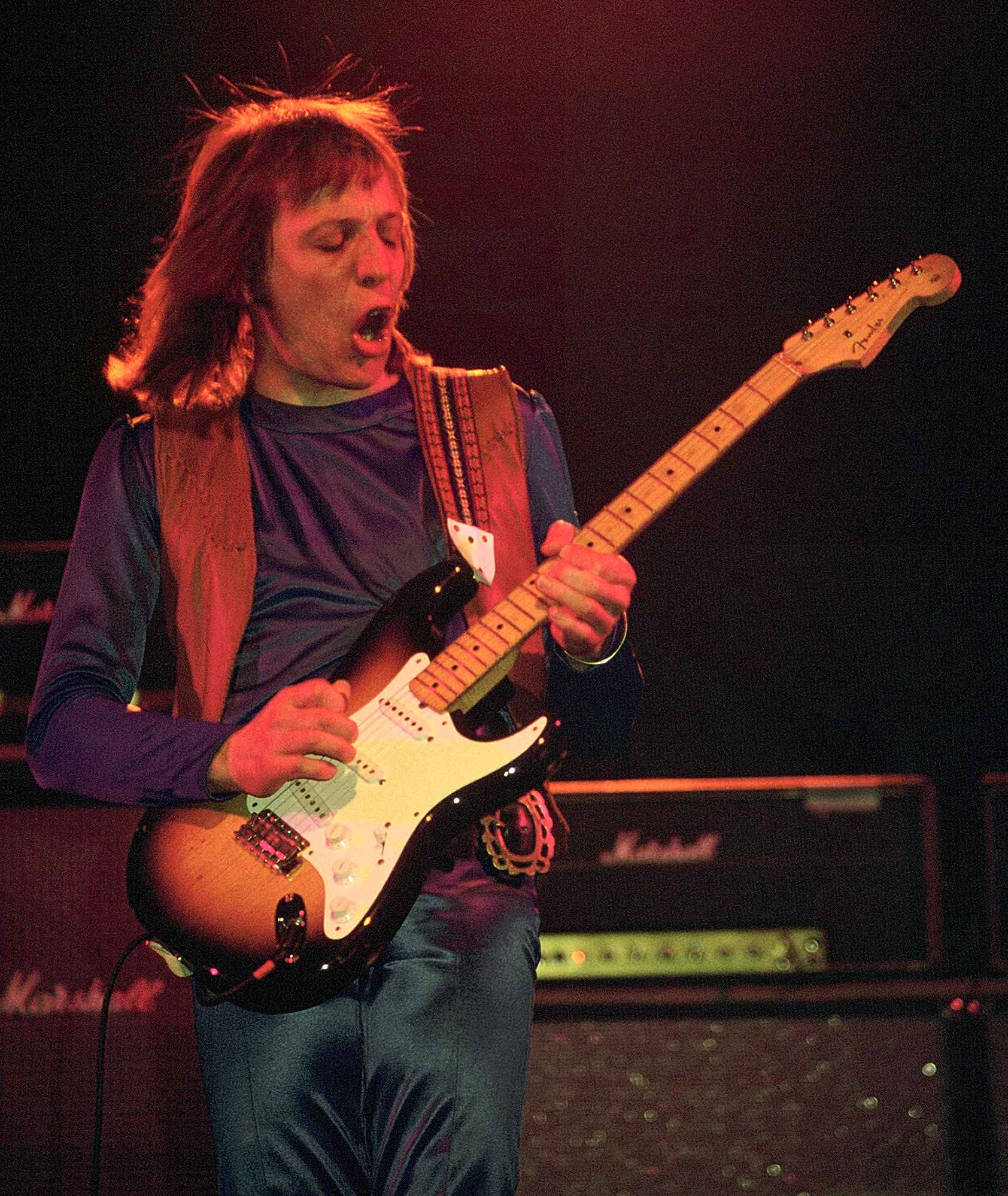
Robin Trower (1975)

Robin Trower (* 9. März 1945 in Catford, heute London Borough of Lewisham, England) ist ein englischer Rock- und Bluesrock-Gitarrist.

## Leben und Schaffen
Bekannt wurde er durch die Band The Paramounts und ab 1967 mit Procol Harum.
Er verließ die Gruppe 1971, gründete 1972 mit Frankie Miller, Clive Bunker und James Dewar die Gruppe Jude, die allerdings erfolglos blieb.
Im Jahr 1973 gründete Robin Trower eine Band unter seinem Namen, die musikalisch den Gitarrensound von Jimi Hendrix zum Vorbild hatte und später weiterentwickelte. Die ersten drei Alben wurden von Matthew Fisher produziert. Bis 1981 waren Trowers Alben in den USA sehr erfolgreich.
Ab 1980 arbeitete Trower mit wechselnden Musikern, darunter Jack Bruce. Er beteiligte sich 1991 an der Wiedervereinigung von Procol Harum und wirkte auf dem Album The Prodigal Stranger mit. Im Anschluss daran konzentrierte er sich wieder auf seine Solokarriere.
An seinem 60. Geburtstag gab Robin Trower ein Konzert in Bonn, das vom WDR aufgezeichnet und auf DVD sowie CD veröffentlicht wurde.

## Band
- Robin Trower – Gitarre, Gesang
- James Dewar – Bass, Gesang
- Reg Isidore – Schlagzeug
- Bill Lordan – Schlagzeug
- Rustee Allen – Bass
- Jack Bruce – Bass, Gesang

## Diskografie

### Alben
| Jahr | Titel                        | Höchstplatzierung, Gesamtwochen, AuszeichnungChartplatzierungen (Jahr, Titel, Platzierungen, Wochen, Auszeichnungen, Anmerkungen) | Höchstplatzierung, Gesamtwochen, AuszeichnungChartplatzierungen (Jahr, Titel, Platzierungen, Wochen, Auszeichnungen, Anmerkungen) | Höchstplatzierung, Gesamtwochen, AuszeichnungChartplatzierungen (Jahr, Titel, Platzierungen, Wochen, Auszeichnungen, Anmerkungen) | Anmerkungen    |
| Jahr | Titel                        | DE | AT | US | Anmerkungen    |
| ---- | ---------------------------- | --- | --- | --- | -------------- |
| 1973 | Twice Removed From Yesterday | — | — | US106 (24 Wo.)US |                |
| 1974 | Bridge of Sighs              | — | — | US7 Gold · (31 Wo.)US |                |
| 1975 | For Earth Below              | — | — | US5 Gold · (17 Wo.)US |                |
| 1975 | Robin Trower Live!           | — | — | US10 (20 Wo.)US |                |
| 1976 | Long Misty Days              | — | — | US24 Gold · (19 Wo.)US |                |
| 1977 | In City Dreams               | — | — | US25 Gold · (19 Wo.)US |                |
| 1978 | Caravan To Midnight          | — | — | US37 (17 Wo.)US |                |
| 1980 | Victims of the Fury          | — | — | US34 (15 Wo.)US |                |
| 1982 | Truce                        | — | — | US109 (6 Wo.)US | mit Jack Bruce |
| 1983 | Back It Up                   | — | — | US191 (2 Wo.)US |                |
| 1987 | Passion                      | — | — | US100 (25 Wo.)US |                |
| 1988 | Take What You Need           | — | — | US133 (10 Wo.)US |                |
| 2022 | No More Worlds to Conquer    | DE75 (1 Wo.)DE | — | — |                |
| 2025 | Come and Find Me             | — | AT75 (1 Wo.)AT | — |                |

Weitere Alben
- 1981: B.L.T. (Bruce, Lordan, Trower)
- 1984: Beyond The Mist
- 1989: No Stopping Anytime
- 1990: In The Line Of Fire
- 1991: Essential Robin Trower Compilation
- 1994: 20th Century Blues
- 1994: BBC LIVE Robin Trower
- 1995: Robin Trower In Concert
- 1997: Someday Blues
- 1999: This Was Now (74-98)
- 2000: Go My Way
- 2003: Living Out Of Time
- 2005: Living Out Of Time – Live
- 2005: Another Days Blues
- 2008: Seven Moons (mit Jack Bruce und Gary Husband)
- 2009: Seven Moons – Live (mit Jack Bruce und Gary Husband)
- 2009: RT @ RO 08 (Live At Royal Oak 2008)
- 2009: What Lies Beneath
- 2010: The Playful Heart
- 2011: At The BBC 1973-1975
- 2013: Roots And Branches
- 2015: Something's About To Change
- 2016: Where You Are Going To
- 2017: Time And Emotion
- 2019: Coming Closer to the Day (EV: 22. März 2019)[4]
- 2023: Robin Trower Featuring Sari Schorr – Joyful Sky

### Singles
| Jahr | Titel Album               | Höchstplatzierung, Gesamtwochen, AuszeichnungChartplatzierungen (Jahr, Titel, Album, Platzierungen, Wochen, Auszeichnungen, Anmerkungen) | Höchstplatzierung, Gesamtwochen, AuszeichnungChartplatzierungen (Jahr, Titel, Album, Platzierungen, Wochen, Auszeichnungen, Anmerkungen) | Anmerkungen |
| Jahr | Titel Album               | UK | US | Anmerkungen |
| ---- | ------------------------- | --- | --- | ----------- |
| 1975 | For Earth Below           | UK26 (4 Wo.)UK | — |             |
| 1976 | Live                      | UK15 (6 Wo.)UK | — |             |
| 1976 | Long Misty Days           | UK31 (1 Wo.)UK | — |             |
| 1976 | Caledonia Long Misty Days | — | US82 (7 Wo.)US |             |
| 1977 | In City Dreams            | UK58 (1 Wo.)UK | — |             |
| 1980 | Victims of the Fury       | UK61 (4 Wo.)UK | — |             |